# Vázquez (familia)
La familia Vázquez es una familia de toreros españoles, formada por:
- José Luis Vázquez Garcés (1921-2013), más conocido como Pepe Luis Vázquez.
- Manuel Vázquez Garcés (1930-2005), conocido como Manolo Vázquez.
- Antonio Vázquez Garcés (1933-2022).
- José Luis Vázquez Silva (1957-2024), conocido como Pepe Luis Vázquez, hijo del primero.
- Manuel Vázquez Rodríguez-Toajas (2000-), conocido como "Manolo Vázquez", nieto de Manuel Vázquez Garcés.

- Datos: Q9095164